# Ruda nad Moravou
Ruda nad Moravou é uma comuna checa localizada na região de Olomouc, distrito de Šumperk.